# Азия Авто
АО «АЗИЯ АВТО» (KASE: ASAV) — автосборочный завод в Казахстане. Наряду с «СарыАркаАвтопромом» и «Астана Моторс» являлся одним из крупнейших предприятий по сборке легковых автомобилей в стране. С 2002 по 2021 год на заводе производилась крупноузловая сборка. В 2021 году завод прекратил свою деятельность из-за нарушений условий субсидирования Казахстаном.

## Акционеры
По данным Казахстанской фондовой биржи, на 1 апреля 2021 года 64,51% акций «Азия Авто» принадлежит Анатолию Балушкину, 10% акций находится в собственности ООО «ЭНЕРГОХОЛОД», 9,99% — Даурену Жаксыбеку, 5% — Владимиру Попову, 5% — Ержану Мандиеву. В апреле 2021 года, на фоне следственных мероприятий, акционеры «Азия Авто» приняли решение о добровольном делистинге простых акций компании на KASE.

## История
9 ноября 2000 года — Принято Постановление Правительства Республики Казахстан № 1684 «О создании автосборочного производства в г. Усть-Каменогорске Восточно-Казахстанской области». АО «АЗИЯ АВТО» образовано 9 декабря 2002 года. На первом этапе развития проекта (2000—2002) в предприятие было вложено порядка 15 млн долларов США. Первым автомобилем, запущенным в серийное производство, стал автомобиль ВАЗ «Нива». В 2004 году собран 5 000-й автомобиль «Нива». В 2005 году на заводе началась сборка автомобилей линейки Skoda Auto, старт этому проекту дал лично президент Казахстана Нурсултан Назарбаев. В 2006 году завод выпустил облигации на сумму 1 млрд тенге, собран 10 000-й автомобиль. В 2007 году началась сборка автомобилей Chevrolet. В 2010 году АО «Азия Авто» допустило дефолт по своим облигациям на казахстанской фондовой бирже. В 2011 году началась сборка Chevrolet Captiva, Chevrolet Cruze. В это время на заводе одновременно собирались 18 моделей четырёх брендов Skoda Auto (Fabia, Octavia, Superb, Yeti), Chevrolet (Aveo, Captiva, Cruze, Cruze HB, Lacetti), Lada 4x4, KIA Motors (Sorento, Mohave, Cerato, Sportage, Soul, Cadenza, Optima). В 2012 году сборка KIA Picanto.
2013 г. — Старт производства нового поколения седана Kia Cerato, серийного производства седана премиум класса Kia Quoris автомобилей Skoda Rapid и Kia Ceed. Старт производства компактного кроссовера Chevrolet Tracker и седана бизнес класса Chevrolet Malibu. Начало выпуска обновлённых версий автомобилей KIA Cadenza и Chevrolet Captiva, выпуск нового поколения автомобилей Skoda Octavia. Запуск производства компактвэна Kia Carrens, автомобилей Skoda Octavia Combi. Переход к выпуску автомобилей стандартов ЕВРО-4 и ЕВРО-5. В связи с повышением требований Республики Казахстан к токсичности двигателей завод полностью перешёл к производству автомобилей, отвечающих нормам ЕВРО-4 и ЕВРО-5. Старт производства обновленного кроссовера Skoda Yeti и лифтбека Skoda Rapid с автоматической трансмиссией.
2014 году был собран 100 000-й автомобиль.
В 2016 году началась сборка LADA Granta, LADA Kalina и пятидверной версии внедорожника LADA 4x4. В 2017 году сборка обновлённого седана KIA Cerato, выпуск четвёртого поколения кроссовера KIA Sportage, нового поколения KIA Optima, выпуск обновлённой версии представительского седана KIA Quoris. В рамках международной выставки ЭКСПО-2017 в Астане казахстанский автосборочный завод «АЗИЯ АВТО» презентовал электрическую версию популярного седана LADA Vesta. Производство обновлённой версии популярного компактного кроссовера KIA Soul.
C 2018 года началась сборка KIA Rio, KIA Sorento, кроссовера Skoda Kodiaq, запуск серийного производства грузового прицепа «AZIA TRAIL». Старт серийного производства автомобилей LADA с системой «BIPEK CONTACT». Запуск производства автомобилей UAZ: 374195, 396295, 220695, 390995, Hunter, Patriot. Запуск производства автомобилей KIA Stinger.
В 2019 году завод получил индустриальный сертификат, который является свидетельством о включении производителя в Реестр отечественных производителей товаров, работ и услуг. Производство нового флагманского седана представительского класса KIA K900, нового кроссовера KIA Soul 2019 года.

### Судебные разбирательства
За время существования завода правительство Казахстана предоставляла льготы в виде субсидий и отмене таможенных пошлин, в ответ завод обязался повысить уровень локализации, то есть перевести крупноузловую (отвёрточную) сборку в мелкоузловую путём постройки цехов окраски и сварки. Руководство завода, в лице Анатолия Балушкина (который к 2021 году поднялся на 35-е место в казахстанском рейтинге Forbes), не выполнило свою сторону соглашения, после чего Министерство индустрии и инфраструктурного развития Казахстана разорвало контракт на промсборку и потребовало вернуть государству 174 млрд тенге (около 500 млн. долларов США). С 2021 года завод простаивает, а сборка некоторых моделей авто была переориентирована на завод «СарыАркаАвтопром». В 2021 году Анатолий Балушкин был объявлен в розыск, в отношении него было возбуждено уголовное дело по статье «Мошенничество», стало известно что он получил российское гражданство в том году. 
17 марта 2025 года по делу о хищении средств был вынесен приговор — три менеджера были оправданы, остальные получили по два с половиной года лишения свободы (срок истёк в СИЗО). Разыскиваемый Анатолий Балушкин на суде отсутствовал, однако 31 марта был замечен вместе с Апти Алаудиновым командиром подразделения «Ахмата», участвующим в российском вторжении на территорию Украины. 

## Галерея

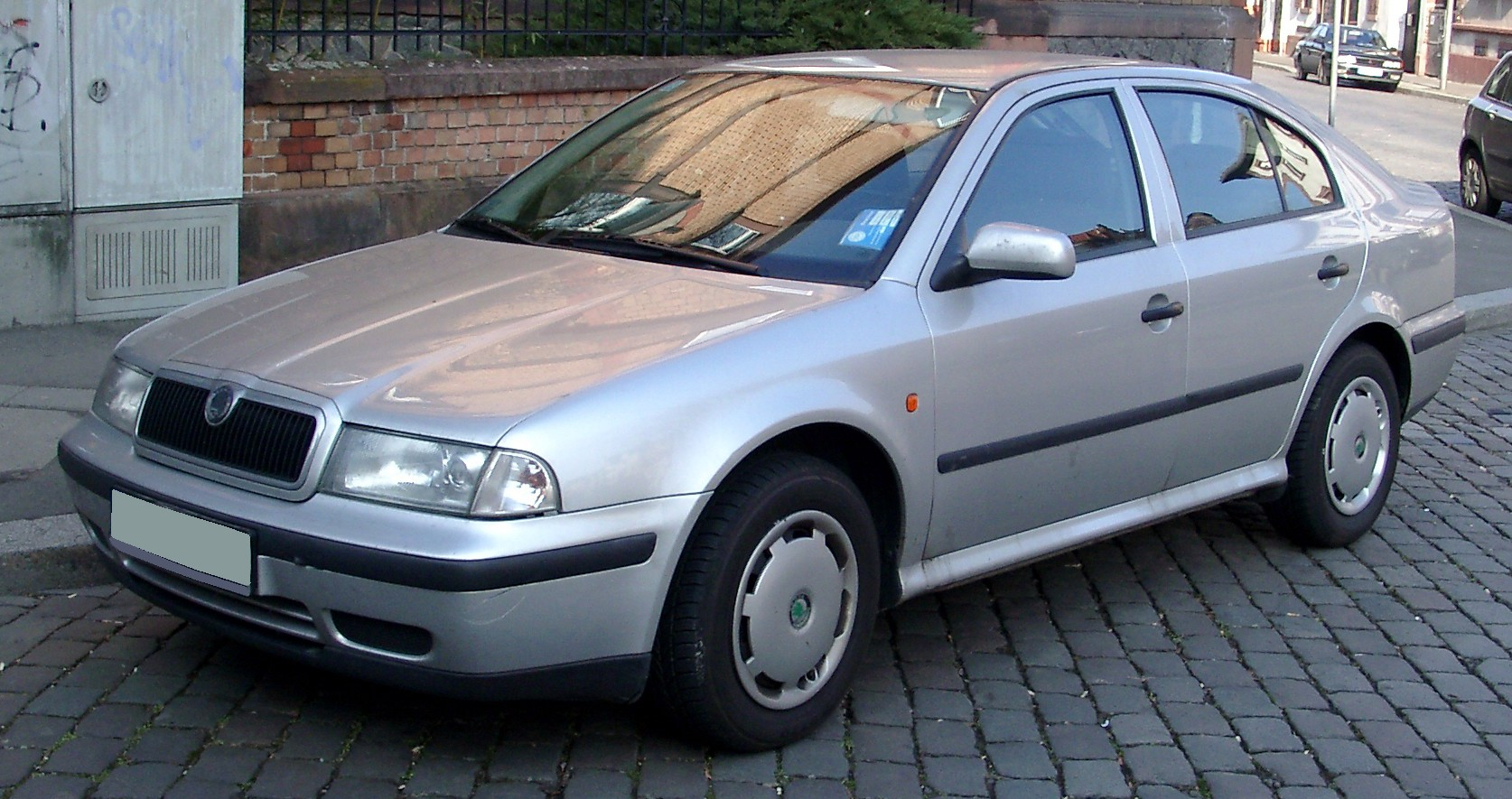
Škoda Octavia I
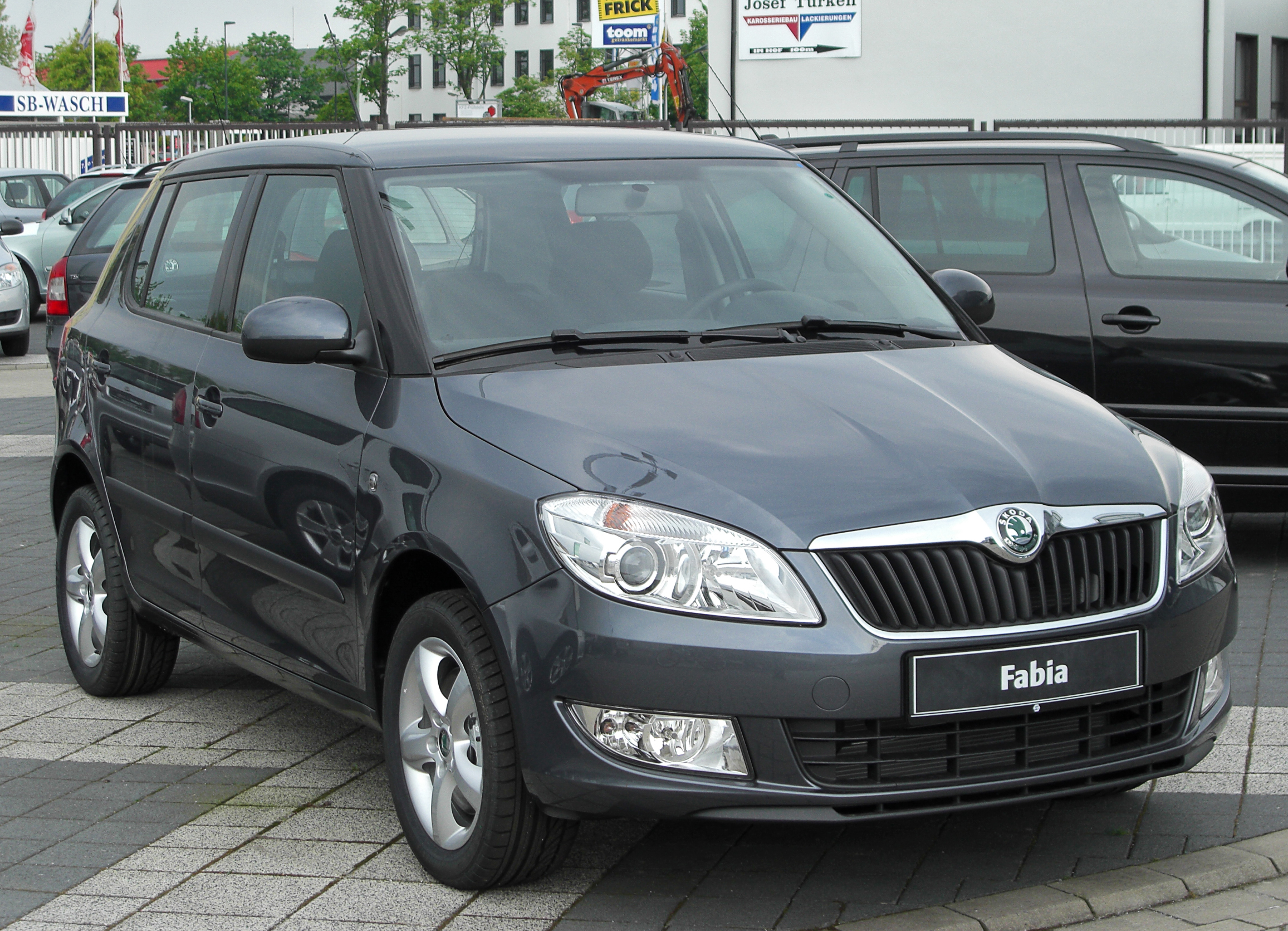
Škoda Fabia II
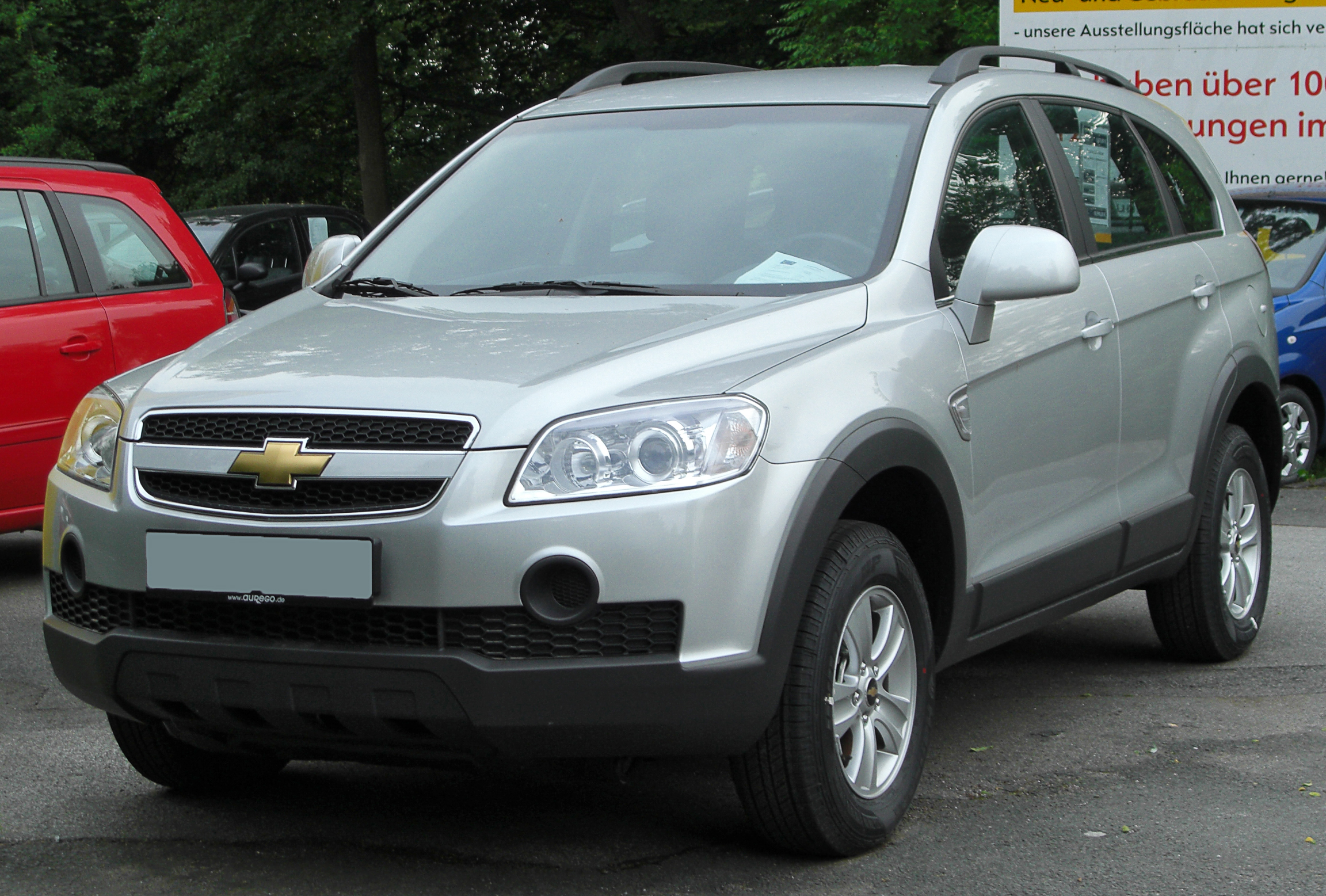
Chevrolet Captiva
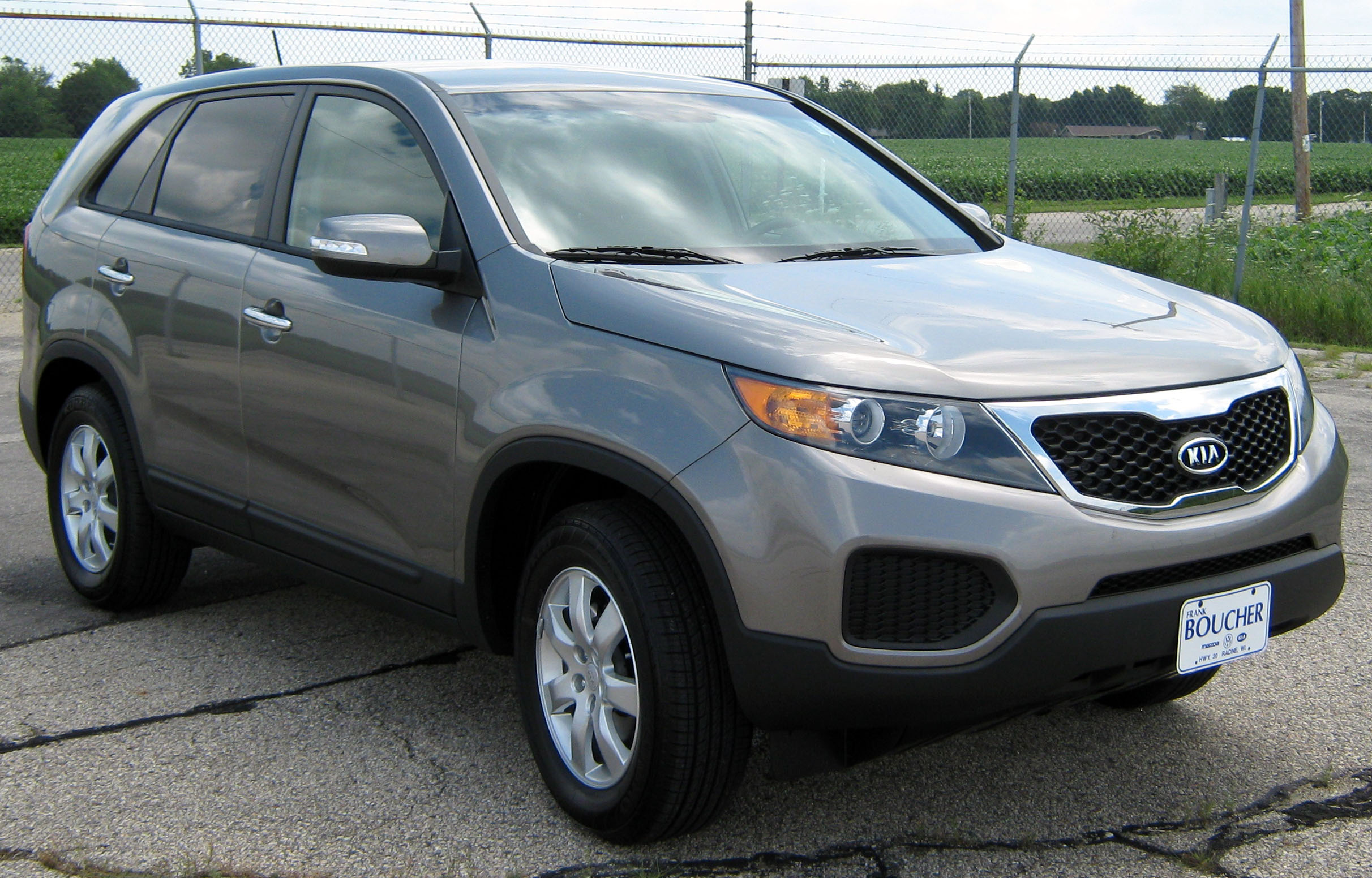
Kia Sorento
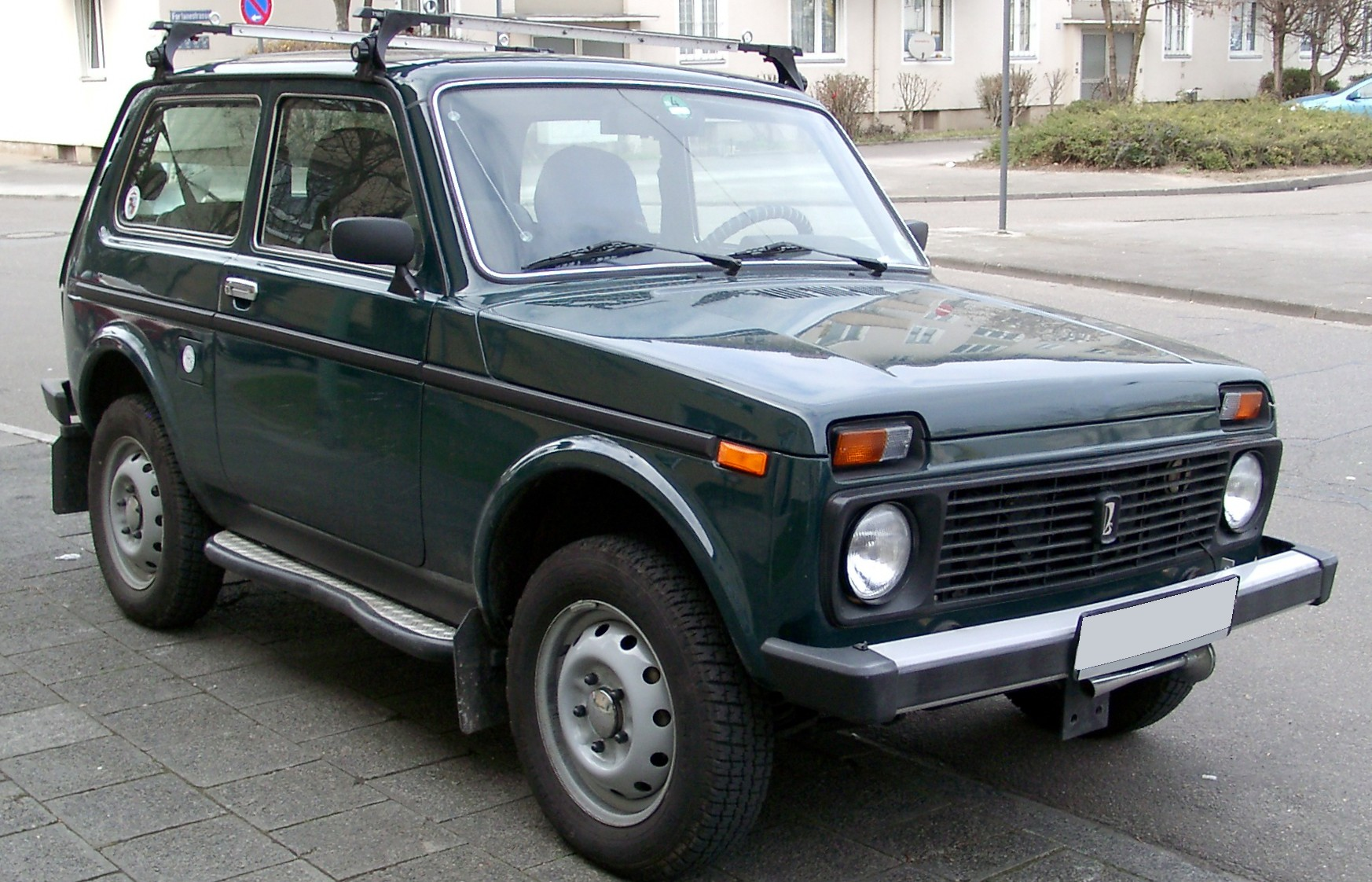
LADA 4x4

## Дилерская сеть
Имелась дилерская сеть в городах Казахстана (Уральск, Актобе, Атырау, Актау, Костанай, Кокшетау, Петропавловск, Астана, Караганда, Кызылорда, Каскелен, Шымкент, Алматы, Семей, Усть-Каменогорск, Павлодар, Риддер), России (Барнаул, Ишим, Кемерово, Курган, Новосибирск, Новокузнецк, Омск, Тобольск, Тюмень, Шадринск, Челябинск, Тольятти, Екатеринбург, Санкт-Петербург).